# Are (Pärnu)
Are es un municipio estonio perteneciente al condado de Pärnu.
A 1 de enero de 2016 tiene 1279 habitantes en una superficie de 161 km².
La tercera parte de la población vive en la capital municipal Are. El resto de la población se reparte entre 11 pequeñas localidades rurales: Eavere, Elbu, Kurena, Lepplaane, Murru, Niidu, Parisselja, Pärivere, Suigu, Tabria y Võlla.
Se ubica sobre la carretera 4, unos 15 km al norte de Pärnu.